# マリーゴールド・ホテルで会いましょう
『マリーゴールド・ホテルで会いましょう』（マリーゴールドホテルであいましょう、The Best Exotic Marigold Hotel）は、ジョン・マッデン監督、オル・パーカー脚本による2011年のコメディ・ドラマ映画である。2004年のデボラ・モガーの小説『These Foolish Things』を原作としている。

## ストーリー
優雅なリゾート生活を満喫しようとイギリスからインドのジャイプールにやって来た7人の熟年男女が、近い将来豪華になる予定のぼろホテルとジャイプールの街に圧倒されつつも、それぞれが新しい生き方を模索する姿を描く。

## キャスト

### ホテルの宿泊客
イヴリン・グリーンスレイド
演 - ジュディ・デンチ、日本語吹替 - 一柳みる
40年間連れ添った夫を亡くしたばかりの未亡人の老女。夫の残した多額の借金を返済するために家を売り、息子からの一緒に暮らそうとの提案を断わってインドにやって来る。コールセンターのオペレーターたちにイギリス文化を教える仕事を得る。グレアムのかつての同性の恋人マノージとその妻の隠し事のない関係を目の当たりにし、夫のことを何も知らなかった自分とその夫婦関係を嘆く中で、誠実で陽気なダグラスに惹かれて行く。インドでの体験をブログに綴り、その内容がモノローグで語られる形で物語が進行する。
ダグラス・エインズリー
演 - ビル・ナイ、日本語吹替 - 伊藤和晃
初老の男。老後を夫婦で暮らすための家をイギリス国内で買うつもりが、退職金を出資した娘の事業が失敗し、予算の都合で仕方なく妻ジーンとインドにやって来る。楽天的な性格でインドでの生活をそれなりに満喫する。何かと悲観的で文句ばかり言っている妻への気持ちは既に冷めており、心優しいイヴリンに惹かれる。
ジーン・エインズリー
演 - ペネロープ・ウィルトン、日本語吹替 - 寺内よりえ
ダグラスの妻。いつも文句ばかり言っている悲観的な性格で、インドにやって来ても全てが気に入らないとして、ホテルに閉じこもっている。知的で紳士的なグレアムに惹かれ、積極的にアプローチするが、彼から直接ゲイであることを告白されたことで、イギリスに帰りたいとの想いを一段と強くする。娘の事業が何とか持ち直したことを知ると、すぐにイギリスへの帰国を決める。しかし、夫ダグラスから既に夫婦関係が破綻していることをはっきりと告げられたことで目が覚め、イヴリンに惹かれている夫を残して1人で帰国する。
ミュリエル・ドネリー
演 - マギー・スミス、日本語吹替- 久保田民絵
人種差別主義者の老女。イギリスでは半年も待たされる人工股関節置換手術をすぐに受けるために、大嫌いなインドに仕方なくやって来る。メイドとして長年仕え、人生のほとんどを捧げて来たお屋敷からお払い箱にされ、家族もおらず、孤独。ホテルの下働きの娘の純粋さに心を動かされて頑な生き方を改める。数字に強く、経営難のホテルの再建を支援することになる。
グレアム・ダッシュウッド
演 - トム・ウィルキンソン、日本語吹替 - 羽佐間道夫
高等法院の判事。エリートでありながら、全く嫌味がない気さくで優しい紳士。ある日突然に仕事を辞め、大学進学前の18年間を過ごしたインドに行くことを決める。かつて深く愛し合いながらも別れさせられた同性の恋人マノージと再会することが目的だったが、その行方はなかなか分からない。何とか現在の住まいを見つけて会いに行くと、マノージは結婚して穏やかに幸せに暮らしていた。実は、彼もまたグレアムを今でも愛し続けており、そのことを妻に打ち明けた上で夫婦として暮らしていたのである。2人で朝まで語り明かし、グレアムは満ち足りた気持ちでホテルに戻るが、持病の心臓疾患で急死する。マノージの希望でインド式の葬儀が行なわれ、イヴリンたちも参列する。
マッジ・ハードキャッスル
演 - セリア・イムリー、日本語吹替 - 小宮和枝
結婚・離婚を繰り返している恋多き女性。娘から当たり前のように孫の世話を任されることに嫌気がさし、金持ちの夫を探すためにインドにやって来る。同様の目的でインドにやって来たノーマンと友人として親しくなるが、ノーマンは別の女性と結ばれる。その後も「金持ちの夫」を探し続ける。
ノーマン・カズンズ
演 - ロナルド・ピックアップ、日本語吹替 - 小川真司
女たらしの老人。「最後のロマンス」を求めてインドにやって来る。バーで出会ったジャイプール在住のイギリス人女性キャロルと惹かれ合い、共に暮らすことを決める。

### その他
ソニー・カプール
演 - デーヴ・パテール、日本語吹替 - 内田夕夜
ホテルの支配人。ホテルのオーナーである3兄弟の末弟。兄たちも母も経営難のホテルを売却したがっているが、亡き父の愛したホテルを何とか立て直し、優秀な兄たちを見返したいと強く願っている。しかし、経営の才能はあまりなく、母の説得でホテルを閉鎖することを決めるが、ミュリエルが再建を手伝うことでホテルを続けることになる。
スナイナ
演 - ティナ・デサイ、日本語吹替 - 甲斐田裕子
ソニーの恋人。兄ジェイがマネージャを務めるコールセンターのオペレーター。ソニーをデリーの名家の娘と結婚させたい彼の母親から結婚を反対されるものの、古くからカプール家で働いている老人が、ソニーの母親自身が熱烈な恋の末に結婚したことを明かしたことで、ようやく許される。
ジェイ
演 - シド・マッカー
スナイナの兄で彼女の勤め先のコールセンターのマネージャ。妹がソニーと交際していることを快く思っていない。イヴリンをオペレータたちの教育係に雇う。
カプール夫人
演 - リレット・デュベイ、日本語吹替 - 水野ゆふ
ソニーの母親で未亡人。ホテルを売却し、ソニーをデリーの名家の娘と結婚させるために連れ帰ろうとしている。
キャロル
演 - ダイアナ・ハードキャッスル、日本語吹替 - 水野千夏
ジャイプールに長年暮らしているイギリス人女性。ノーマンと同棲することになる。
その他の日本語吹替
小島敏彦、田原アルノ、佐々木睦、西田紘二、前田一世、遠藤純平、宮澤はるな、合田絵利、後藤光祐、森源次郎、林和良、増岡裕子

## 公開
2011年11月30日にイタリアのソレントで行われた映画見本市である Le Giornate Professionali di Cinema で初上映された。2012年2月17日にグラスゴー映画祭で上映され、2月24日よりイギリスで一般上映が始まった。アメリカ合衆国では5月4日に限定公開、5月25日に拡大公開された。
日本では2012年10月21日に第25回東京国際映画祭で上映された後、2013年2月1日に劇場公開された。

### 批評家の反応
Rotten Tomatoesでは137件のレビューで支持率は77%であった。Metacriticでは35件のレビューで加重平均値は62/100となった。

## 続編
続編『The Second Best Exotic Marigold Hotel 』がイギリスでは2015年2月26日に、アメリカでは2015年3月6日に公開された。